# Mindaugas Puidokas
Mindaugas Puidokas (* 19. März 1979 in Kaunas) ist ein litauischer linker Politiker und Seimas-Mitglied.

## Leben
Nach dem Abitur 1997 an der Vincas-Kudirka-Mittelschule absolvierte Puidokas 2002 das Bachelorstudium der Politikwissenschaft mit Auszeichnung und das Nebenfach Business Administration an der Vytauto Didžiojo universitetas. 2009 promovierte er an der Kauno technologijos universitetas zum Thema „Industrielles Learning in den Wertschöpfungsketten der Unternehmen der Ostseeregion“ (lit. Industrinis mokymasis Baltijos jūros regiono įmonių vertės kūrimo grandinėse).
Von 1995 bis 1999 war er Korrespondent der Tageszeitung Kauno diena und von Zeitungen wie Kauno žinios und Vytautas Magnus. Von 2001 bis 2002 koordinierte er Projekte bei der Anstalt VšĮ „Socius Sanus“. Von 2002 bis 2003 arbeitete er im Medienunternehmen UAB „Laisvas ir nepriklausomas kanalas“ (LNK) als Redakteur. 2004 absolvierte er das Masterstudium (Internationale Beziehungen und Diplomatie) an der Vilniaus universitete. Ab 2004 lehrte er an der Kauno technologijos universitetas, ab 2013 als Dozent.
Am 23. Oktober 2016 wurde er zum Seimas als LVŽS-Kandidat gewählt. 2019 erklärte er seine Teilnahme bei der Präsidentschaftswahl in Litauen 2019.
Er ist Mitglied der LVŽS. 2019 wurde seine Mitgliedschaft auf seinen Antrag suspendiert.
Puidokas spricht Englisch und Russisch und beherrscht die Grundlagen der polnischen Sprache.

## Familie
Er ist verheiratet. Mit seiner Frau Indrė hat er einen Sohn.